# Kabinett Moro I
Das Kabinett Moro I regierte Italien vom 4. Dezember 1963 bis zum 22. Juli 1964. Davor regierte das Kabinett Leone I, danach das Kabinett Moro II. Die Regierung von Ministerpräsident Aldo Moro wurde von folgenden Parteien im Parlament getragen:
- Democrazia Cristiana (DC)
- Partito Socialista Italiano (PSI)
- Partito Socialista Democratico Italiano (PSDI)
- Partito Repubblicano Italiano (PRI).

Es handelte sich um die erste Mitte-links-Regierung seit dem von den Vereinigten Staaten erzwungenen Ausschluss der Kommunistischen Partei Italiens im Jahr 1947. Moros Regierungen standen bei den Verbündeten Italiens fast immer im Verdacht, zu sehr nach links ausgerichtet zu sein und eine Zusammenarbeit im später so genannten Historischen Kompromiss mit den Kommunisten eingehen zu wollen.
Das Kabinett Moro I endete wegen eines Koalitionsstreites um Privatschulen, die Steuerpolitik und Raumordnungsfragen.

## Minister

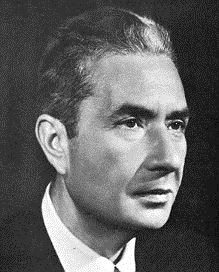
Aldo Moro

| Ministerien                             | Name                      | Partei |
| --------------------------------------- | ------------------------- | ------ |
| Ministerpräsident                       | Aldo Moro                 | DC     |
| Stellvertretender Ministerpräsident     | Pietro Nenni              | PSI    |
| Äußeres                                 | Giuseppe Saragat          | PSDI   |
| Inneres                                 | Paolo Emilio Taviani      | DC     |
| Justiz                                  | Oronzo Reale              | PRI    |
| Verteidigung                            | Giulio Andreotti          | DC     |
| Haushalt                                | Antonio Giolitti          | PSI    |
| Finanzen                                | Roberto Tremelloni        | PSDI   |
| Schatz                                  | Emilio Colombo            | DC     |
| Staatsbeteiligungen                     | Giorgio Bo                | DC     |
| Landwirtschaft                          | Mario Ferrari Aggradi     | DC     |
| Öffentliche Arbeiten                    | Giovanni Pieraccini       | PSI    |
| Verkehr und Zivilluftfahrt              | Angelo Raffaele Jervolino | DC     |
| Handelsmarine                           | Giovanni Spagnolli        | DC     |
| Industrie                               | Giuseppe Medici           | DC     |
| Außenhandel                             | Bernardo Mattarella       | DC     |
| Bildung                                 | Luigi Gui                 | DC     |
| Post                                    | Carlo Russo               | DC     |
| Gesundheit                              | Giacomo Mancini           | PSI    |
| Arbeit und Soziales                     | Giacinto Bosco            | DC     |
| Tourismus                               | Achille Corona            | PSI    |
| Minister ohne Geschäftsbereich          | Name                      | Partei |
| Süditalien, wirtschaftsschwache Gebiete | Attilio Piccioni          | DC     |
| Süditalien, wirtschaftsschwache Gebiete | Giulio Pastore            | DC     |
| Beziehungen zum Parlament               | Umberto Delle Fave        | DC     |
| Wissenschaft und Forschung              | Carlo Arnaudi             | PSI    |
| Verwaltungsreformen                     | Luigi Preti               | PSDI   |